# 汪時璟
汪時璟（1887年—1952年8月12日），字翊唐，安徽省寧国府旌德县人，中華民国政治家。中華民国臨時政府、南京国民政府（汪精卫政权）高级財政官员。

## 生平
汪時璟早年留学日本，入陸軍经理学校。毕业後在北京政府財政总長王克敏、張弧手下任秘書，并兼任被服廠廠長。1927年（民国16年）7月，任武漢市政委員会委員兼中国銀行漢口分行副经理。后来就任中国銀行瀋陽分行经理。
王克敏组织中華民国臨時政府后，汪時璟参加。1938年（民国27年）3月，任中国聯合準備銀行总裁，同月担任日華经济協議会委員。同年9月，臨時政府开始行政改革，10月汪時璟兼任財政总長。1940年（民国29年）3月，汪精卫的南京国民政府成立，汪時璟任華北政務委員会常務委員兼財務总署督办。此後，历任華北河渠委員会委員、全国经济委員会常務委員、華北政務委員会经济总署督办。1944年（民国33年）9月，汪時璟代表華北政務委員会访问日本，见到了正在住院的汪精卫。此外，他还同日本銀行总裁涉泽敬三签订了3億日圆借款協定。
日本投降後的1945年（民国34年）12月5日，汪時璟被国民政府在北平以漢奸罪逮捕，收监于南京。1946年（民国35年）10月15日，被首都高等法院判处无期徒刑。1949年（民国37年）1月，被移送上海市的監獄，中華人民共和国成立後继续在该处收监。1952年8月12日，汪時璟在獄中病逝。享年66岁。